# Iglesia de Nuestra Señora del Carmen Extramuros (Valladolid)
El santuario de Nuestra Señora del Carmen Extramuros es un templo católico situado a las afueras de la ciudad de Valladolid (Castilla y León, España). De estilo básicamente barroco (aunque con la fachada reformada en los años sesenta del siglo XX), fue levantada entre los siglos XVI y XVIII como parte del antiguo convento del Carmen Descalzo. En la actualidad acoge culto regular y una arraigada devoción mariana.

## Historia
La iglesia se remonta a 1583, año en que el arquitecto Diego de Praves emprendió la construcción del convento de frailes carmelitas descalzos en las casas y huertos otorgados por los señores Diego de Salcedo y María de Menchaca. Fundada "in pectore" por San Juan de la Cruz y Santa Teresa de Jesús, que murió poco antes y no pudo ver sus inicios, los cuales habían visitado el lugar previamente. La propiedad se situaba fuera de los muros de la ciudad, en un lugar apartado al nordeste, cerca de uno de los meandros del río Pisuerga. El hijo del anterior, Francisco de Praves, levantó la fachada en 1617 y unos años más tarde reedificó la capilla de San Juan Bautista, en el lado del Evangelio, siguiendo las directrices de su patrón, Antonio de Camporredondo. En 1739 se adosó la capilla de San Joaquín, Santa Ana y Nuestra Señora de la Mano al testero norte del transepto, perpendicularmente al eje del templo; su construcción es atribuida al carmelita fray Pedro de la Visitación. 

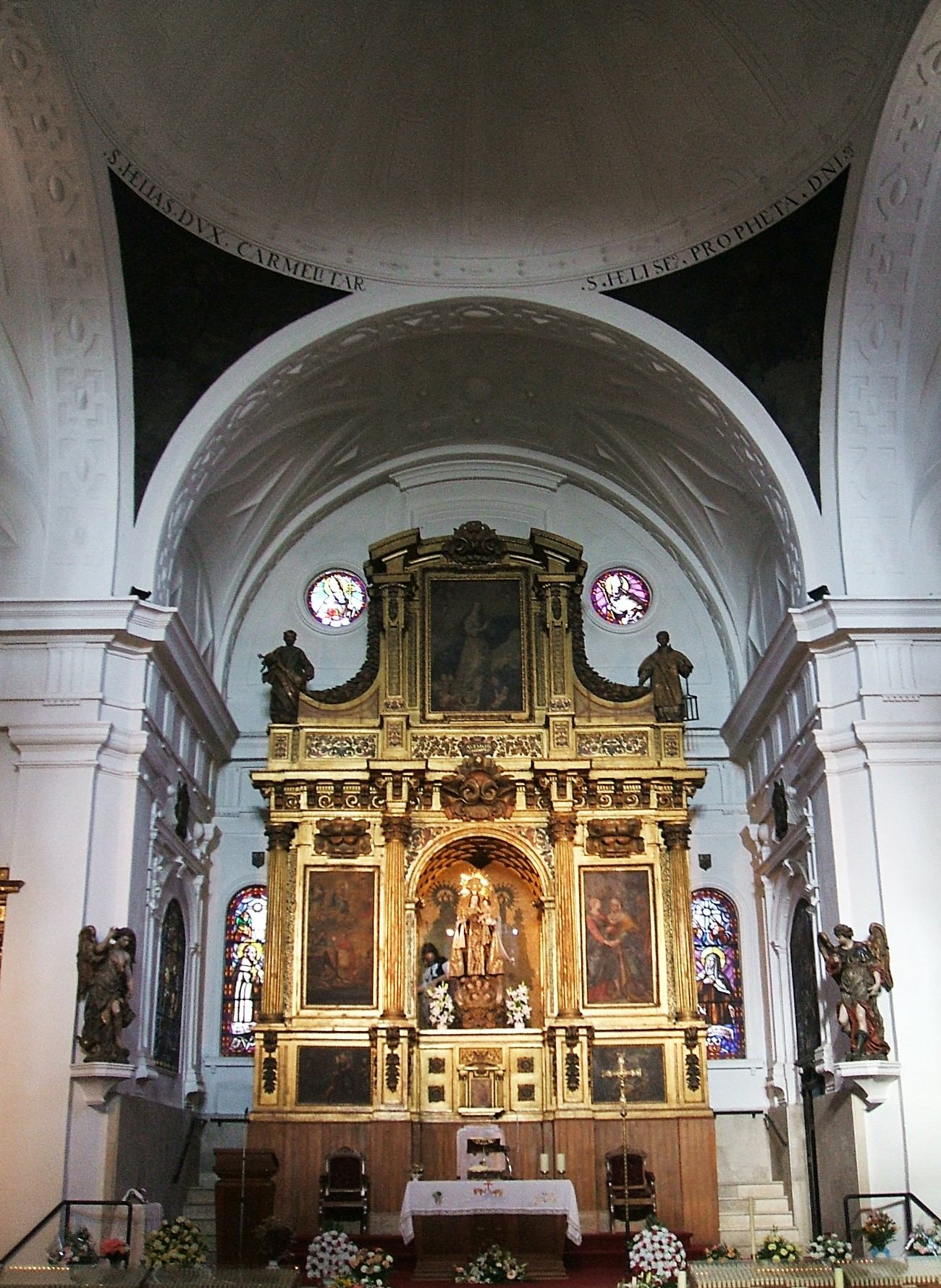
Cabecera de la iglesia.

La Desamortización de 1835 puso término a la vida conventual y causó la dispersión de parte del patrimonio artístico. La huerta del convento fue convertida a partir de 1840 en el cementerio municipal de Valladolid. Las dependencias, incluido el claustro, fueron derruidas salvo la iglesia, que posteriormente se convirtió en el santuario de la Virgen del Carmen, en cuya pradera se celebra anualmente hasta el día de hoy una popular romería mariana.
Nuestra Señora del Carmen Extramuros es Bien de Interés Cultural con la categoría de Monumento Histórico-Artístico Nacional por Real Decreto del 23 de noviembre de 1983.

## Descripción
La fachada a los pies de la iglesia está muy reformada en tiempos modernos, remontándose la última y más profunda intervención a principios del siglo XX, tal que su arquitectura difiere sustancialmente de la original. Consta de cuatro volúmenes bien definidos: un zócalo de sillería a modo de primer piso, con sencilla portada adintelada; sobre él, un hastial rectangular delimitado por pilastras, que preside una imagen en piedra de la Virgen del Carmen colocada en hornacina, y que remata un frontón triangular con óculo en el tímpano; a sus lados, y, como el hastial, confeccionadas con aparejo mixto de sillar y ladrillo, dos torres simétricas divididas en dos cuerpos, con balcones en el inferior y campanarios prismáticos dotados de doce campaniles cada uno, en el superior. 
De planta rectangular, la iglesia posee una sola nave con capillas laterales entre contrafuertes, más transepto provisto de amplio crucero. La nave y el transepto se cierran con bóvedas de cañón con lunetos, finamente decoradas con yeserías planas de puntas de diamante y otros motivos geométricos. El crucero se cubre con cúpula rebajada, en cuyo exterior se alza un cimborrio de planta cuadrada. 
Pese a las pérdidas sufridas a raíz de la Desamortización, la iglesia conserva un importante mobiliario. La capilla de San Joaquín, Santa Ana y Nuestra Señora de la Mano, construida en 1738 a modo de prolongación del brazo del transepto del lado del Evangelio, es un espacio de notables proporciones y de inconfundible sabor barroco. Sus bóvedas están decoradas con yeserías elaboradas por Matías Machuca en un estilo minucioso que anuncia el rococó. Su retablo lo preside una Inmaculada realizada por Gregorio Fernández en 1634, imagen que anteriormente estuvo integrada en el retablo de la Capilla Mayor y que anualmente es sacada en procesión en la fiesta del lunes de Pentecostés. La capilla atesora también una pequeña escultura de Santa Ana, obra postrera de Juan de Juni.

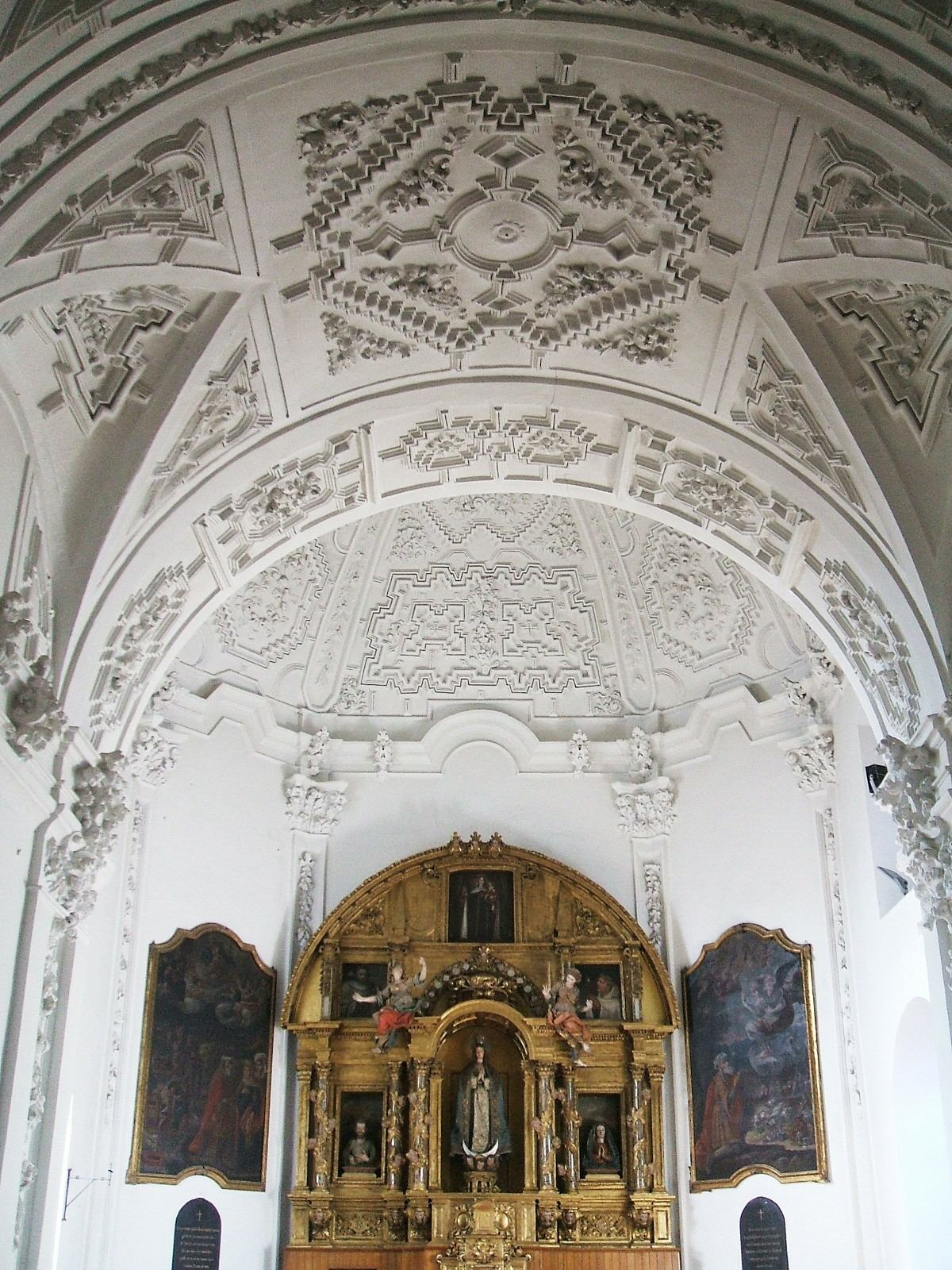
Capilla de San Joaquín, Sta. Ana y N.ª S.ª de la Mano.

En el brazo sur del transepto, en el lado de la Epístola, se sitúan otras dos obras Gregorio Fernández, una Santa Teresa y un Crucifijo. En el lado opuesto del transepto, antes de penetrar en la Capilla de San Joaquín, Santa Ana y Nuestra Señora de la Mano, se ubica el Retablo de San Juan de la Cruz, que perteneció a la antigua Capilla de don Antonio 
de Camporredondo o de San Juan Bautista; de él formó parte el relieve del Bautismo de Cristo, obra del artista vallisoletano que hoy se conserva en el Museo Nacional de Escultura de Valladolid.
El retablo Mayor es una estructura barroca de madera dorada formada por predela y dos cuerpos; el inferior consiste en tres calles y el superior consta de una única calle flanqueada por aletones y dos tallas de bulto redondo. En el espacio central, rodeada por cinco lienzos alusivos, se sitúa en una hornacina con bóveda casetonada una imagen de la Virgen del Carmen procedente de Mayorga de Campos; se trata de una talla copiada hacia 1650 de un original perdido de Gregorio Fernández. A la entrada del presbiterio aparecen dos imágenes de San Rafael y San Gabriel, obras de estilo rococó del XVIII atribuidas a Luis Salvador Carmona.

## Galería de imágenes

Retablos e imágenes de la iglesia
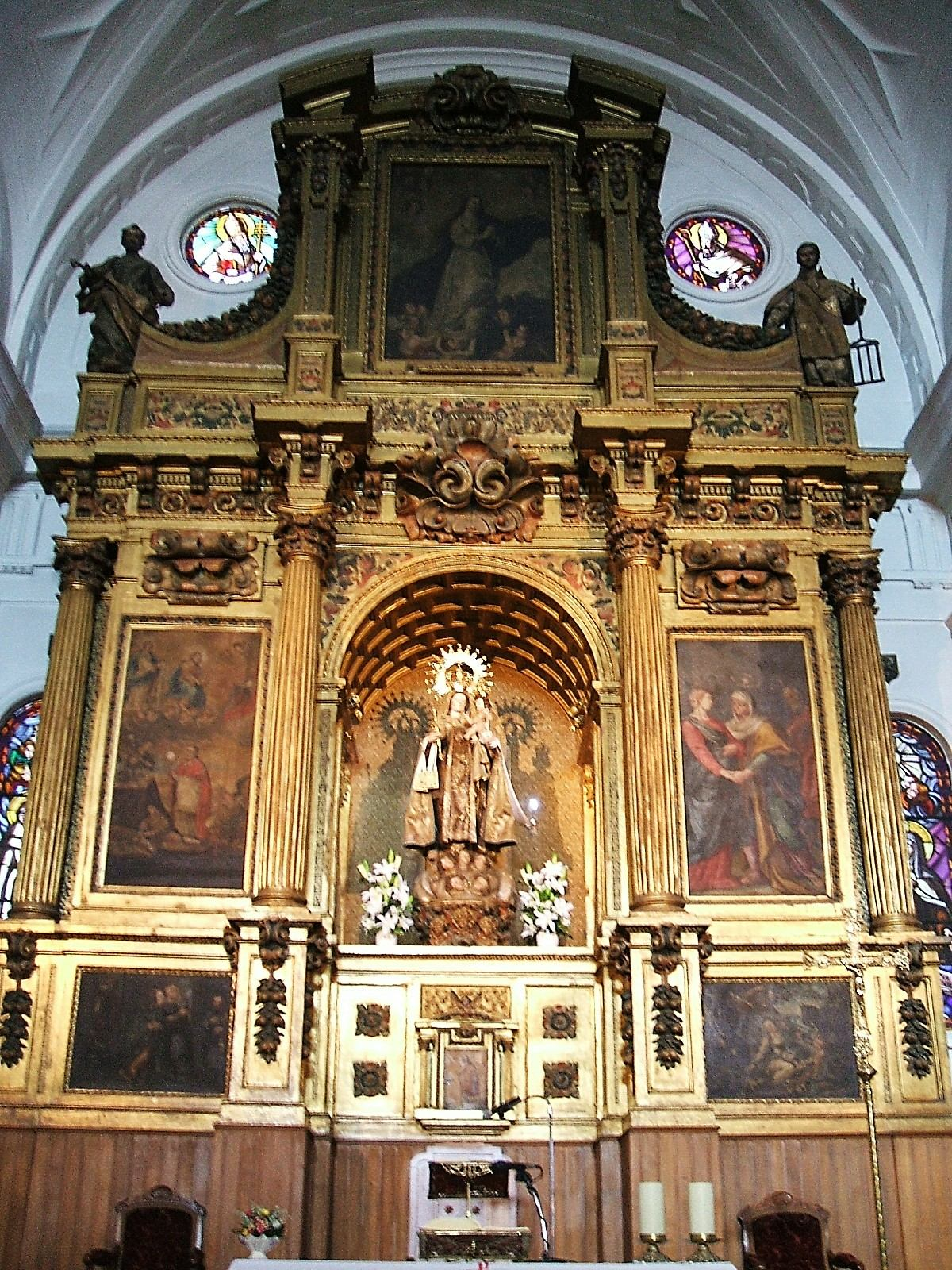
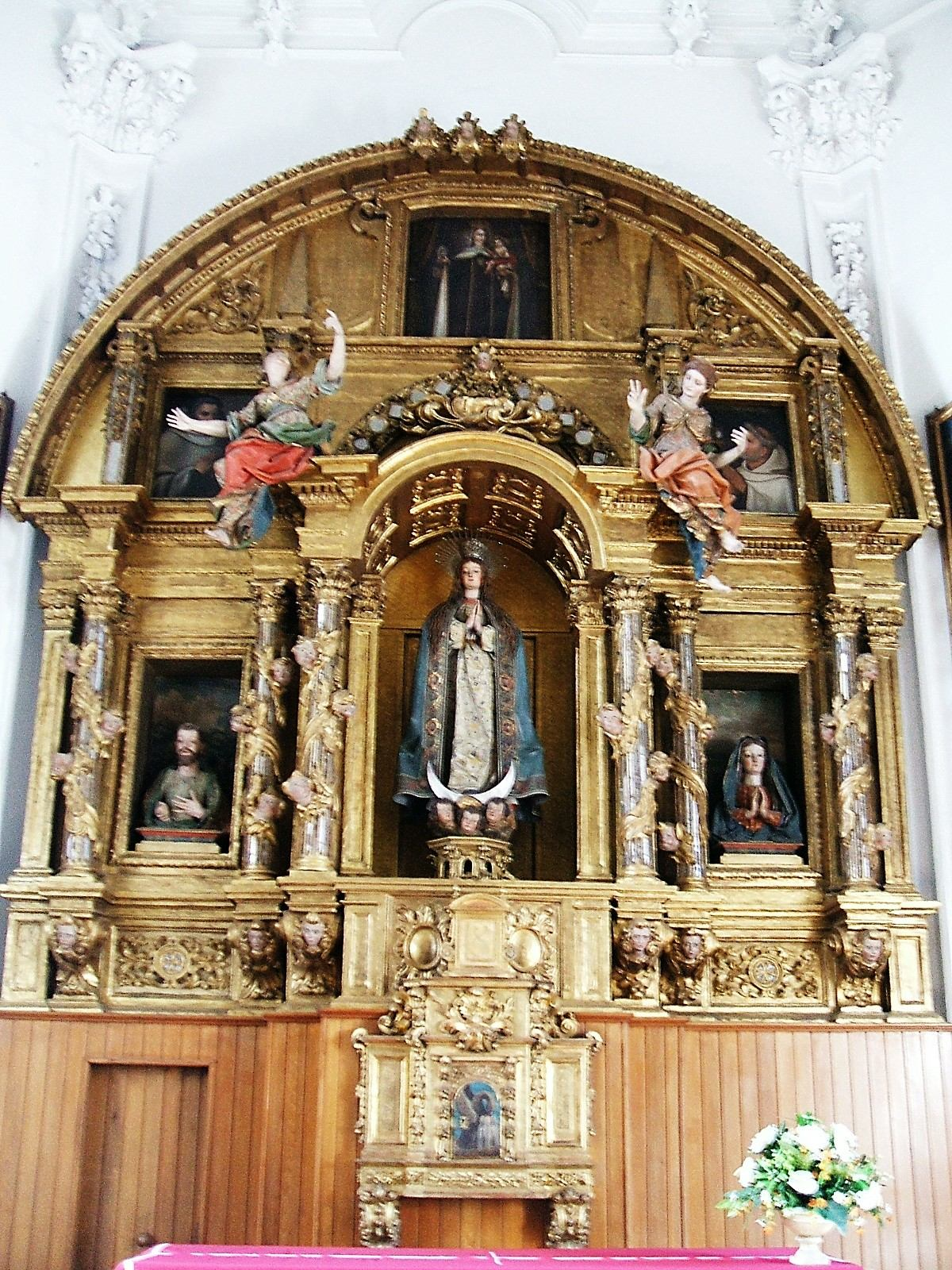
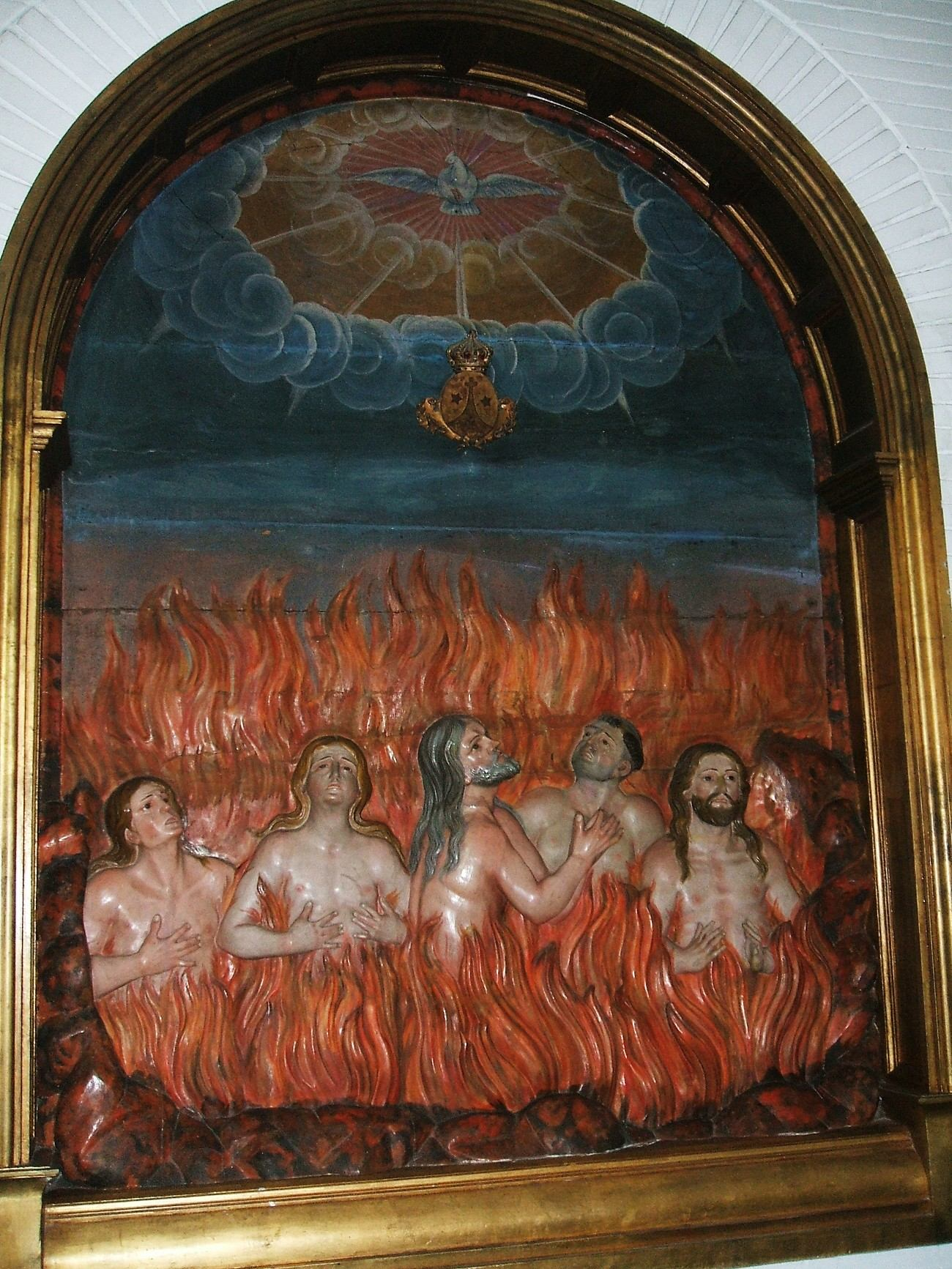
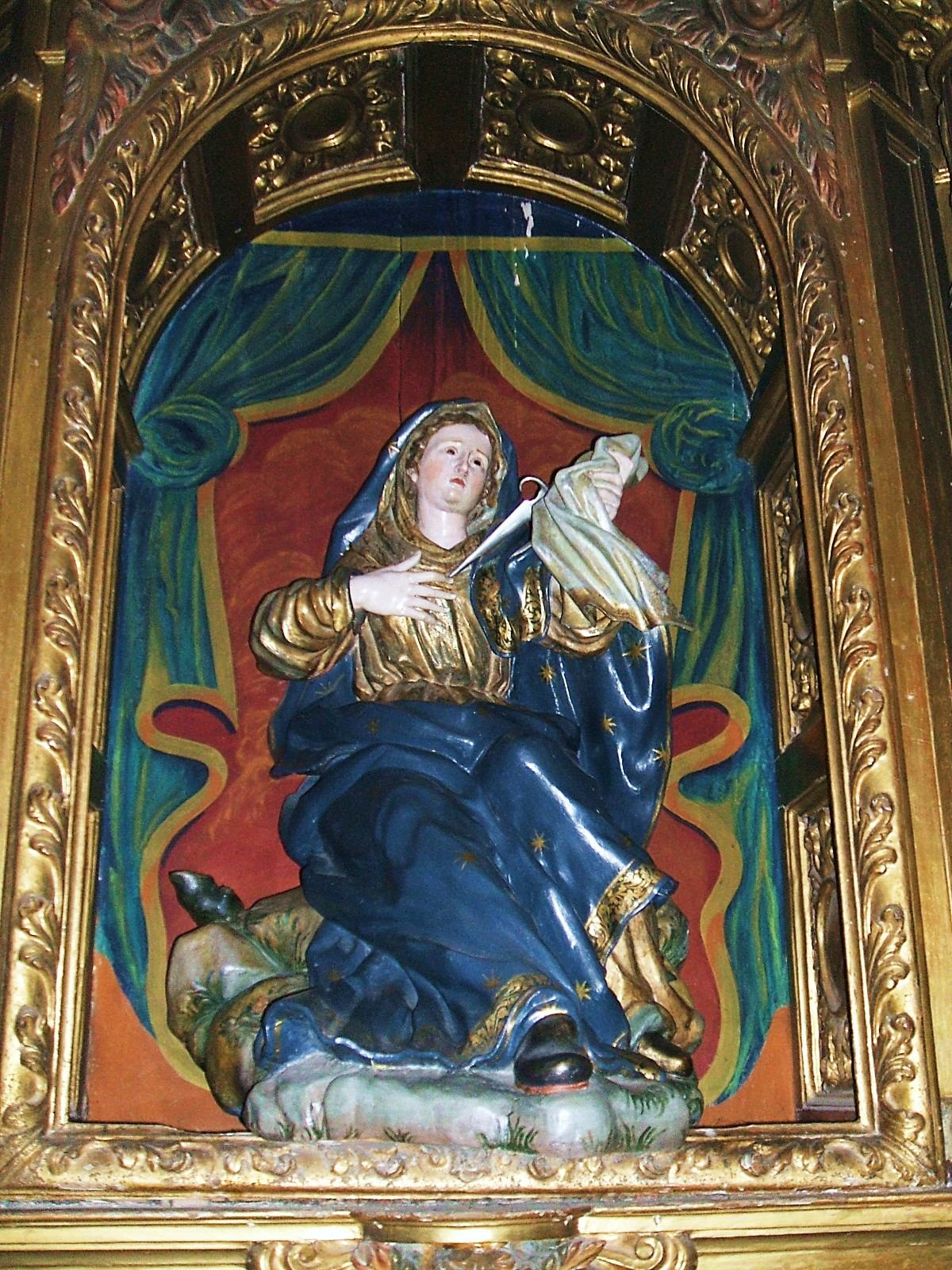
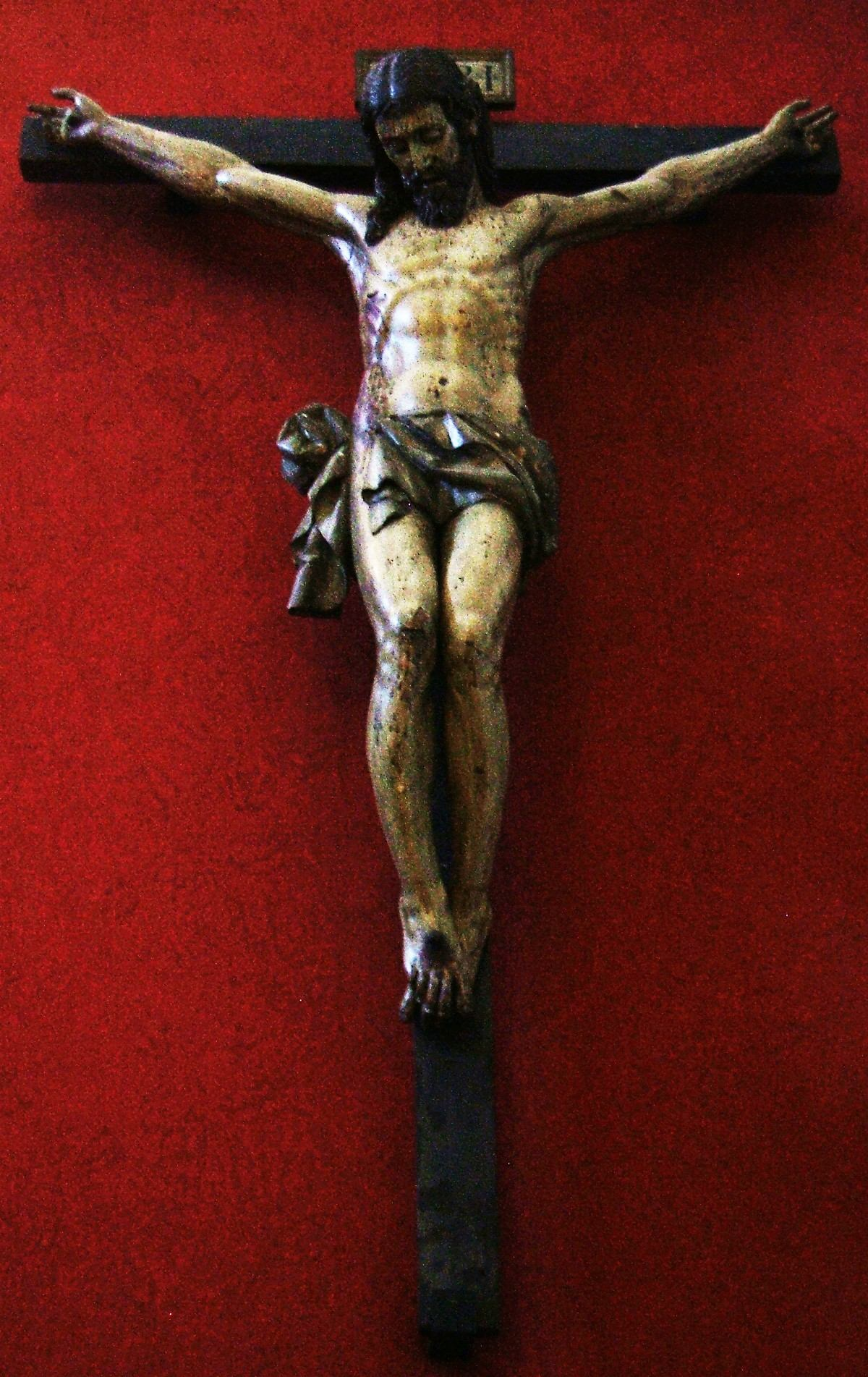